# Satu Nou (Ciorăști), Vrancea
Satu Nou este un sat în comuna Ciorăști din județul Vrancea, Muntenia, România. Se află în partea de sud-est a județului, în Câmpia Râmnicului.